# Mafalda Luís de Castro
Mafalda Martins da Silva Luís de Castro (o Mafalda Luís de Castro), (Lisboa, 12 de agosto de 1989) es una actriz, dobladora, presentadora de televisión portuguesa.

## Biografía y Carrera
Su hermana Juana, cuatro años mayor, contó que siempre manifestó el deseo de ser actriz, Mafalda también quería ser gimnasta profesional y luego quería seguir el ejemplo de los padres, ambos periodistas.
Entre 2000 a 2001, dio sus primeros pasos en la actuación al ser escogida para ser Margarida en la novela Olhos de Água, de la TVI. Luego a continuación grabó la serie Um Estranho em Casa, de la RTP, donde interpretó a Mafalda, donde también trabajaba su hermana, que se hizo amiga de la autora Isabel Medina, cuando ambas compartían el camarín de la pieza teatral "Fidelidades", presentada en el Teatro Maria Matos.
Entre 2003 y 2004, participó en la serie Ana y los 7, de la TVI, donde fue parte del grupo de siete hermanos, donde daba vida a Marta.
En 2005, fue Maria en el filme A Escada, de Jorge Paixão da Costa. En el mismo año, tuvo participación especial en Inspector Max - A Fuga, de la TVI, donde interpretó a Marta.
En 2007, tomó parte del elenco de la miniserie Nome de Código: Sintra, de la RTP, donde interpretó a Mariana.
Entretanto tuvo participaciones especiales en Equador y Meu Amor, y también como Ana en Casos da Vida - Vida Dupla, y como Marina en Ele é Ela, todas de la TVI.
En 2010, tuvo su primer papel protagónico interpretando Isabel, en Lua Vermelha, de la SIC.
En 2011, fue Inês en Sedução, de la TVI.
Fue parte del videoclip de música Cais, en GNR.
Ya en 2012, fue parte del elenco del telefilme Os Abutres del proyecto TVI Filmes, de la TVI.
Realizó doblaje de voz de Hermione Granger, papel original de Emma Watson, en los primeros cuatro filmes de Harry Potter en portugués europeo, así como en todos los videojuegos de esas películas. Dio voz también a la Princesa Pea en el filme The Tale of Despereaux, a Sam O'Hare en el filme HOP, a Branca de Neve en Espelho, Espelho Meu! y a uno de los pitufos, en el filme Los Pitufos.

## Obra

### Televisión
- Elenco principal, Leonor Mascarenhas Junqueira en Alguém Perdeu, CMTV 2019
- Elenco principal, Raquel en Coração d'Ouro, SIC 2016
- Protagonista, Margarida en Louco Amor, TVI 2012
- Elenco principal, TVI Filmes - Os Abutres, TVI 2012
- Elenco principal, Inês Dias en Sedução, TVI 2010-2011
- Protagonista, Isabel Oliveira en Lua Vermelha, SIC 2010[3]
- Elenco adicional, Marina en Ele É Ela, TVI 2009-2010
- Participación especial, Helena Vargas (joven) en Meu Amor, TVI 2009-2010
- Elenco principal, Ana en Casos da Vida - Vida Dupla, TVI 2008
- Participación especial, Equador, TVI 2008
- Elenco principal, Mariana en Nome de Código: Sintra, RTP 2007
- Elenco principal, Maria en A Escada, (Cinema) 2005
- Participação especial, Marta en Inspector Max - Em Fuga, TVI 2005
- Elenco principal, Marta Vilar Coutinho en Ana y los 7 serie 2, TVI 2004
- Elenco principal, Marta Vilar Coutinho en Ana y los 7 serie 1, TVI 2003
- Elenco principal, Mafalda en Um Estranho em Casa, RTP 2001-2002
- Elenco principal, Margarida Negrão em Olhos de Água, TVI 2000-2001

## Doblaje
- Harry Potter y la piedra filosofal (película) - Hermione Granger
- Harry Potter y la cámara secreta (película) - Hermione Granger
- Harry Potter y el prisionero de Azkaban (película) - Hermione Granger
- Harry Potter y el cáliz de fuego (película) - Hermione Granger
- The Tale of Despereaux - Princesa Pea
- HOP - Sam O'Hare
- Espelho, Espelho Meu! - Branca de Neve
- Los Pitufos - uno de los pitufos

## Teatro
- O Senhor Puntila e o seu Criado Matti (Bertolt Brecht) en el Teatro Aberto[4]